# پایکوب باشلق‌سیاه
پایکوب باشلُق‌سیاه (نام علمی: Saltator nigriceps) نام یک گونه از سرده پایکوب است.